# دانشگاه سلطان قابوس عمان
دانشگاه سلطان قابوس (به عربی: جامعة السلطان قابوس) واقع در الخود در استان مسقط، تنها دانشگاه دولتی در پادشاهی عمان است. کار در دانشگاه در سال ۱۹۸۲ آغاز شد و اولین دانشجویان در سال ۱۹۸۶ ثبت نام کردند. اکثر دانشجویان ورودی به دانشگاه بر اساس عملکرد آنها در امتحانات نهایی دبیرستان انتخاب می‌شوند. ثبت نام دانشجو از ۵۰۰ نفر در سال ۱۹۸۶ به بیش از ۱۰۰۰۰ در سال ۲۰۰۵ افزایش یافته‌است. بیش از نیمی از دانشجویان در پردیس دانشگاه زندگی می‌کنند. این دانشگاه در حال حاضر حدود ۷٬۶۲۴ دانشجو دارد که تعداد دانشجویان مرد و زن در این دانشگاه برابر با هم است. این دانشگاه با پنج کالج پزشکی، مهندسی، کشاورزی، آموزش و علوم آغاز به کار کرد. علاوه بر این، کالج هنر در سال ۱۹۸۷، پس از کالج تجارت و اقتصاد که در سال ۱۹۹۳ توسعه یافت، تأسیس شد.

## رتبه‌بندی
براساس رتبه‌بندی برترین دانشگاه‌های جهان در سال ۲۰۱۹ بوسیله مؤسسه Qs این دانشگاه در رتبه ۴۵۰ دانشگاه‌های دنیا قرار دارد و در رتبه‌بندی مؤسسه عالی تایمز دانشگاه سلطان قابوس در رتبه ۱۰۰۰–۸۰۱ دانشگاه‌های برتر دنیا و همچنین در بین دانشگاه‌های جوان دنیا در رتبه ۲۵۰–۲۰۱ قرار دارد.